# Kingstonit
Kingstonit ist ein sehr selten vorkommendes Mineral aus der Mineralklasse der „Sulfide und Sulfosalze“. Es kristallisiert im monoklinen Kristallsystem mit der idealisierten, chemischen Zusammensetzung Rh3S4, ist also chemisch gesehen ein Rhodiumsulfid. Da Kingstonit in der Natur allerdings neben dem Rhodium immer auch geringe Anteile an Iridium und/oder Platin enthält, wird die Formel meist mit (Rh,Ir,Pt)3S4 angegeben. Die in den runden Klammern angegebenen Elemente können sich dabei in der Formel jeweils gegenseitig vertreten (Substitution, Diadochie), stehen jedoch immer im selben Mengenverhältnis zu den anderen Bestandteilen des Minerals.
Kingstonit konnte bisher nur in Form hypidiomorpher bis xenomorpher Einschlüsse von etwa 15 bis 40 µm Größe in einem Platin-Eisen-Nugget gefunden werden. Das Mineral ist undurchsichtig, von bräunlichgrauer Farbe bei schwarzer Strichfarbe und zeigt einen metallischen Glanz.

## Etymologie und Geschichte
Erstmals entdeckt wurde Kingstonit 1993 am Bir Bir River bei Yubdo (Joubdo; Youbdo; Joubda) nahe Gimbi in der äthiopischen Region Oromia und beschrieben durch C. J. Stanley, A. J. Criddle, J. Spratt, A. C. Roberts, J. T. Szymański und M. D. Welch, die das Mineral nach Gordon Kingston (ehemals von der Cardiff University), um seine Beiträge zur Mineralogie der Platingruppen-Elemente sowie der Geologie der Erzlagerstätten zu würdigen.

## Klassifikation
In der veralteten 8. Auflage der Mineralsystematik nach Strunz war der Kingstonit noch nicht aufgeführt.
In der zuletzt 2018 überarbeiteten Lapis-Systematik nach Stefan Weiß, die formal auf der alten Systematik von Karl Hugo Strunz in der 8. Auflage basiert, erhielt das Mineral die System- und Mineralnummer II/D.02-060. Dies entspricht der Klasse der „Sulfide und Sulfosalze“ und dort der Abteilung „Sulfide mit dem Stoffmengenverhältnis Metall : S,Se,Te < 1 : 1“, wo Kingstonit zusammen mit Cuproiridsit, Cuprorhodsit, Malanit und Xingzhongit eine unbenannte Gruppe mit der Systemnummer II/D.02 bildet.
Die von der International Mineralogical Association (IMA) zuletzt 2009 aktualisierte 9. Auflage der Strunz’schen Mineralsystematik ordnet den Kingstonit in die Klasse der „Sulfide und Sulfosalze (Sulfide, Selenide, Telluride, Arsenide, Antimonide, Bismutide, Sulfarsenide, Sulfantimonide, Sulfbismutide)“ und dort in die Abteilung „Metallsulfide mit M : S = 3 : 4 und 2 : 3“ ein. Hier ist das Mineral in der Unterabteilung „M : S = 3 : 4“ zu finden, wo es als einziges Mitglied eine unbenannte Gruppe mit der Systemnummer 2.DA.25 bildet.
In der vorwiegend im englischen Sprachraum gebräuchlichen Systematik der Minerale nach Dana hat Kingstonit die System- und Mineralnummer 02.10.02.04. Das entspricht der Klasse der „Sulfide und Sulfosalze“ und dort der Abteilung „Sulfidminerale“. Hier findet er sich innerhalb der Unterabteilung „Sulfide – einschließlich Seleniden und Telluriden – mit der Zusammensetzung AmBnXp, mit (m+n):p=3:4“ in der „Wilkmanitgruppe“, in der auch Wilkmanit, Brezinait und Heideit eingeordnet sind.

## Kristallstruktur
Kingstonit kristallisiert monoklin in der Raumgruppe C2/m (Raumgruppen-Nr. 12) mit den Gitterparametern a = 10,4616(5) Å; b = 10,7527(5) Å; c = 6,2648(3) Å und β = 109,000(5)° sowie 6 Formeleinheiten pro Elementarzelle.

## Bildung und Fundorte
Über die genauen Bildungsbedingungen ist bisher nichts bekannt, da Kingstonit bisher nur in einer Probe gefunden wurde, einem 1,5 cm großen Nugget und Typmaterial des Minerals Prassoit. Die Lagerstätte, aus der die Probe stammt, besteht aus den Gesteinen Dunit und Pyroxenit. An weiteren Mineralvergesellschaftungen konnten noch Bowieit, Cuprorhodsit, Ferrorhodsit, Isoferroplatin, Laurit, Osmium und Tetraferroplatin nachgewiesen werden.
Außer seiner Typlokalität Bir Bir River in Äthiopien konnte das Mineral bisher (Stand: 2011) an keinem weiteren Ort nachgewiesen werden.